# 南非首都
南非共和国是现今世界上唯一拥有三个首都城市的国家。南非没有单一的法定首都，南非政府的三个权力部门，分别坐落在三个不同的城市。 开普敦作为南非国会所在地，是立法首都，《南非宪法》第四章规定“国会所在地为开普敦，但根据第76（1）和（5）条颁布的议会法案，可以规定国会所在地在其他地方。” 比勒陀利亚作为南非总统和内阁所在地，是行政首都，大多数外国大使馆都位于比勒陀利亚。布隆方丹是最高上诉法院所在地，作为南非第二最高法院，传统上被视为司法首都； 尽管作为南非司法最高法院的宪法法院，自1994年设立以来，就一直坐落在南非最大城市约翰内斯堡。

## 历史
近代南非历史中，英国和阿非利卡人之间爆发过两次重大战争。第二次战争以英国胜利告终，并于1910年成立南非联邦，联邦合并先前的四个英国殖民地：开普、纳塔尔、奥兰治河和德兰士瓦；它们成为南非联邦成立时的四个传统省份：开普省、纳塔尔省、德兰士瓦省和奥兰治自由邦省，其中比勒陀利亚和布隆方丹是布尔人传统省份的首府，其在成为英国殖民地以前被称作德兰士瓦共和国和奥兰治自由邦。新成立国家的首都选址存在很大争议，最终各方达成政治妥协，选定三个首都城市，以平衡全国的权力，防止任何单一城市主导新关系的领导权，由此形成南非的三个首都城市。
此后，这三个首都城市一直保持不变，部分原因是受到殖民主义产生种族隔离政治和文化困境的影响，确保权力不会集中在单一地区。同时，也因为它符合“彩虹之国”的多样性，这里包含黑人、白人、印度人、有色人等不同族群，成为一个多元文化的国家；最终，它是国家统一的象征，反映南非复杂的历史进程，并尊重全国各地的各种身份认同。

### 开普敦
开普敦被选为立法首都，是南非共和国立法议会所在地，包括国民议会和全国省级事务委员会。开普敦位于南非西南角的西开普省，是南非人口排名第二大城市；同时，也是开普敦市大都会自治市组成部分、西开普省省会。
17世纪以来，开普敦一直是欧洲贸易路线的重要站点。1650年代，荷兰东印度公司在此建立中途站，开普敦也由此开始繁荣发展，成为荷属好望角殖民地的行政中心。19世纪初，英国人曾多次试图从荷兰手中夺取开普敦的控制权，最终于1814年两国签署《英荷条约》，将其沦为英国殖民地。1910年，两个布尔共和国、纳塔尔殖民地与开普殖民地合并，正式成立南非联邦，开普敦自此成为南非的立法中心。

### 比勒陀利亚
比勒陀利亚被选为行政首都，是南非总统办公室、内阁和政府部门所在地，一直也是外国大使馆的所在地。比勒陀利亚位于南非北部的豪登省，是南非人口排名第四大城市，毗邻南非人口最大城市约翰内斯堡；同时，也是茨瓦内市大都会自治市组成部分。
1860年，比勒陀利亚成为德兰士瓦共和国首都，第一次布尔战争的和平条约在此签署；但是，德兰士瓦在第二次布尔战争期间，向大英帝国投降。1910年成立南非联邦，比勒陀利亚自此成为南非的行政和外交中心。

### 布隆方丹
布隆方丹被选为司法首都，是最高上诉法院所在地，现今作为南非第二最高法院（仅次于宪法法院）曾于1910年至1994年期间，担任南非的最高法院；1994年起，宪法法院取代最高上诉法院对宪法事务的管辖，并于2013年取代对一般事务的管辖，因此不再担任最高法院。
布隆方丹位于南非中部的自由邦省，是南非人口排名第九大城市；同时，也是布隆泉大都会自治市组成部分、自由邦省省会。布隆方丹于1846年正式建成，最初是英国的一座堡垒，并于1848年成为奥兰治河主权区；1854年布尔人建立奥兰治自由邦，布隆方丹成为首都，并开始扩张。1899年，布隆方丹发起布隆方丹会议，准备阻止第二次布尔战争，但以失败告终。
1910年成立南非联邦，四个殖民地原有的最高法院，成为新成立南非最高法院的省级分支机构，位于布隆方丹的最高上诉法院作为纯粹的上诉法院，地位高于省级分支机构。尽管1994年成立的南非宪法法院设立在约翰内斯堡，但布隆方丹因其历史而经常（且传统上）被称为南非的司法中心。

## 年表
| 国家或地区                                                                                | 首府                                                           | 时期                            | 简述 |
| ----------------------------------------------------------------------------------------- | -------------------------------------------------------------- | ------------------------------- | --- |
| 前殖民时期                                                                                |                                                                |                                 | |
| 马蓬古布韦王国 Mapungubwe                                                                 | 马蓬古布韦山                                                   | 约13世纪                        | 班图人建立马蓬古布韦王国，位于沙希河与林波波河的交汇处，范围包括现今南非共和国的林波波省。 |
| 穆塔帕王国 Mwene we Mutapa                                                                | 大津巴布韦                                                     | 15世纪至18世纪                  | 南部非洲的古老王国，其疆域可能延伸至林波波河。 |
| 穆提特瓦王国 Mthethwa                                                                     |                                                                | 约1780年至1824年                | 恩古尼人建立的王国，由大约30个部落联盟组成，位于现今夸祖鲁-纳塔尔省东北部。 |
| 恩德万德韦王国 Ndwandwe                                                                   |                                                                | 约1780年至1826年                | 18世纪有一支讲班图语的恩古尼人，在蓬戈拉河和黑乌姆福洛济河之间建立的王国。 |
| 祖鲁王国 Wene wa Zulu                                                                     | 夸布拉瓦约 冈冈德罗乌 乌伦迪                                   | 1816年至1897年                  | |
| 姆蓬多王国 EmaMpondweni                                                                   | 乌姆津武布河口                                                 | 19世纪                          | |
| 荷兰殖民地                                                                                |                                                                |                                 | |
| 荷属开普殖民地 Nederlandse Kaapkolonie                                                    | 好望堡 → 开普敦                                                | 1652年4月6日至1795年9月16日     | 15世纪末欧洲探险家发现好望角。1652年扬·范里贝克代表荷兰东印度公司在非洲南部建立开普敦，作为荷属东印度往返欧洲的中途站，负责建设好望堡（Ford de Goede Hoop），并一直使用到1674年，随后被1666年建造的好望堡（Kasteel de Goede Hoop）取代。 根据荷兰东印度公司的劳工合同，欧洲工人必须为公司服务至少五年，之后可以作为荷属开普殖民地的自由民使用土地，他们首先居住的地方称为“绿地”（Amstel）和“荷兰花园”（Hollandsche Tuin）。自由民进入荷属开普殖民地被视为欧洲白人在南非永久定居的开始，最终演变成为开普荷兰人和布尔人，即现今阿非利卡人的先祖。 |
| → 巴达维亚开普殖民地 → Bataafse Kaapkolonie                                               | 开普敦                                                         | 1803年2月21日至1806年1月10日    | 1795年发生梅森堡战役，英国占领开普敦，根据1802年签署的《亚眠条约》，英国于1803年3月1日将开普敦转让给荷兰，由于巴达维亚共和国于1796年将荷兰东印度公司收归国有，所以开普敦成为海牙直接统治的殖民地。 |
| 布尔共和国                                                                                |                                                                |                                 | |
| 斯韦伦丹共和国 Republiek van Swellendam                                                   | 斯韦伦丹                                                       | 1795年6月17日至1795年11月4日    | 当地居民因对荷兰东印度公司产生不满，而效仿法国大革命宣布成立共和国，随着好望角被英国占领而解体。 |
| 格拉夫-里内特共和国 Republiek van Graaff-Reinet                                           | 格拉夫-里内特                                                  | 1795年至1796年                  | 当地居民因对荷兰东印度公司产生不满，而宣布成立共和国，随着好望角被英国占领而解体。 |
| 索特潘斯堡共和国 Republiek van Zoutpansberg                                               | 索特潘斯堡村                                                   | 1835年至1864年                  | |
| 温堡 Winburg                                                                              | 温堡镇                                                         | 1836年至1844年                  | |
| 波切夫斯特鲁姆 Potchefstroom                                                              | 波切夫斯特鲁姆镇                                               | 1837年至1844年                  | |
| 纳塔利亚共和国 Natalia Republiek                                                          | 彼得马里茨堡                                                   | 1839年至1843年                  | |
| 温堡-波切夫斯特鲁姆共和国 Republiek Winburg-Potchefstroom                                 | 温堡和波切夫斯特鲁姆                                           | 1844年至1848年                  | |
| 克利普河共和国 Republiek van Kliprivier                                                   | 雷地史密斯                                                     | 1847年至1848年                  | |
| 莱登堡共和国 Republiek van Lydenburg                                                      | 莱登堡                                                         | 1849年至1860年                  | |
| 乌得勒支共和国 Republiek van Utrecht                                                      | 乌得勒支                                                       | 1852年至1858年                  | |
| 南非共和国 Zuid-Afrikaansche Republiek                                                    | 比勒陀利亚 波切夫斯特鲁姆（1858年至1860年）                    | 1852年至1877年                  | |
| 南非共和国 Zuid-Afrikaansche Republiek                                                    | 海德堡（流亡政府）                                             | 1880年至1881年                  | |
| 南非共和国 Zuid-Afrikaansche Republiek                                                    | 比勒陀利亚                                                     | 1881年至1902年                  | |
| 奥兰治自由邦 Oranje-Vrystaat                                                              | 布隆方丹                                                       | 1854年至1902年                  | |
| 霍森共和国 Republiek van Goosen                                                           | 鲁伊赫龙德、马菲肯                                             | 1882年至1883年                  | |
| 斯特拉兰共和国 Republiek Stellaland                                                       | 弗雷堡                                                         | 1882年至1883年                  | |
| 斯特拉兰合众国 Verenigde Staten van Stellaland                                            | 弗雷堡                                                         | 1883年至1885年                  | |
| 新共和国 Nieuwe Republiek                                                                 | 弗莱海德                                                       | 1884年至1888年                  | |
| 乌平托尼亚共和国 Republiek van Upingtonia → 莱登斯鲁斯特共和国 → Republiek van Lĳdensrust | 赫鲁特方丹                                                     | 1885年至1887年                  | |
| 小自由邦 Klein Vrystaat                                                                   | 彼得勒蒂夫                                                     | 1886年至1891年                  | |
| 南非共和国（马利兹起义） Zuid-Afrikaansche Republiek                                      | 比勒陀利亚                                                     | 1914年至1915年                  | |
| 英国殖民地和附属国家                                                                      |                                                                |                                 | |
| 开普殖民地 Britse Kaapkolonie                                                             | 开普敦                                                         | 1795年9月16日至1803年2月21日    | 1795年发生梅森堡战役，英国占领开普敦，根据1802年签署的《亚眠条约》，英国于1803年3月1日将开普敦转让给荷兰。 |
| 开普殖民地 Britse Kaapkolonie                                                             | 开普敦                                                         | 1806年1月10日至1910年5月31日    | 1803年发生拿破仑战争，导致之前签署的《亚眠条约》失效；1806年发生布劳乌堡战役后，英国重新占领开普敦，1814年签署《英荷条约》，确认该地主权移交给英国。 |
| 英属卡弗拉里亚 Brits-Kaffrarië                                                            | 格拉罕镇（1835年至1847年） 威廉王镇（1847年至1866年）          | 1835年至1866年                  | |
| 纳塔尔殖民地 Natalkolonie                                                                 | 彼得马里茨堡                                                   | 1843年至1910年                  | |
| 奥兰治河主权地 Oranjerivier-soewereiniteit                                                | 布隆方丹                                                       | 1848年至1854年                  | |
| 巴苏陀兰 Basoetoland                                                                      | 马塞卢                                                         | 1868/71年至1884年               | |
| 矿工共和国 Diggers Republic                                                               | 克里普德里夫特                                                 | 1870年至1871年                  | 1870年7月30日，斯塔福德·帕克在克里普德里夫特（Klipdrift）成立一个短命国家，自称为“钻石矿工共和国”，又称为“克里普德里夫特共和国”；1871年2月，英国官员抵达该地，帕克解散政府并宣布辞职。 |
| 德兰士瓦殖民地 Transvaalkolonie                                                           | 比勒陀利亚                                                     | 1877年至1881年； 1902年至1910年 | |
| 奥兰治河殖民地 Oranjerivierkolonie                                                        | 布隆方丹                                                       | 1902年至1910年                  | |
| 格里夸族建立的国家                                                                        |                                                                |                                 | |
| 沃特布尔地 Waterboersland                                                                 | 格里夸镇                                                       | 1813年至1871年                  | |
| 科内利斯·科克地 Cornelis Koksland                                                         | 坎贝尔                                                         | 1813年至1857年                  | |
| 亚当·科克地 Adam Koksland                                                                 | 菲利普波利斯                                                   | 1825年8月25日至1861年12月26日   | 1823年，英国传教士约翰·菲利普在南非开拓定居点，格里夸族酋长亚当·科克二世带领族人迁移在该地定居，并成为伦敦会传教站的保护者，直至该地被布尔人大迁徙开拓者占领。 |
| 东格里夸兰 Griekwaland-Oos                                                                | 科克斯塔德                                                     | 1861年至1879年                  | |
| 西格里夸兰 Griekwaland-Wes                                                                | 金伯利                                                         | 1870年至1871年                  | |
| 英国自治领和独立时期                                                                      |                                                                |                                 | |
| 南非联邦 Unie van Suid-Afrika                                                             | 比勒陀利亚（行政首都） 开普敦（立法首都） 布隆方丹（司法首都） | 1910年5月31日至1961年5月31日    | 1910年南非联邦成立，合并英国原有的四个殖民地：开普、纳塔尔、奥兰治河和德兰士瓦；1931年英国国会通过《威斯敏斯特法令》，南非联邦成为自治领，实际上相当于实质独立的主权国家。 |
| 西南非洲 Suidwes-Afrika                                                                   | 温得和克                                                       | 1915年7月9日至1990年3月21日     | 1915年南非占领德属西南非洲，根据一战结束后签订的《凡尔赛条约》，成为南非管辖的国际联盟托管地；随后，二战爆发导致国际联盟崩溃，南非政府于战后拒绝将西南非洲交还为联合国托管地，并一度计划将其并入为南非第五省。1966年联合国大会通过决议，宣布终止南非对西南非洲的托管；然而，南非仍然继续控制西南非洲。1968年联合国大会决议，将西南非洲改名为纳米比亚；1978年起南非逐步给予西南非洲有限的地方自治，并于1985年组成过渡政府，最终于1990年获得独立，成为纳米比亚共和国。                                                                            |
| 南非共和国 Republiek van Suid-Afrika                                                      | 比勒陀利亚（行政首都） 开普敦（立法首都） 布隆方丹（司法首都） | 1961年5月31日至现在             | 1960年南非举行公投，决定以共和国取代联邦，根据1961年修订的《南非宪法》，南非脱离大英国协并解散联邦，重新成立为共和国。 |
| 南非前省份                                                                                |                                                                |                                 | |
| 开普省 Kaapprovinsie                                                                      | 开普敦                                                         | 1910年至1994年                  | 1910年南非联邦成立，合并英国的四个殖民地，成为南非最初的四个省。1913年南非开始实施种族隔离，黑人多数群体被限制在特定区域，约于1950年代末开始逐渐合并为“家园”，也称为“班图斯坦”。1994年4月27日，南非首次举行全部民族参与的大选，所有省和黑人家园均被解散，重新并入划为九个省。 |
| 纳塔尔省 Natalprovinsie                                                                   | 彼得马里茨堡                                                   | 1910年至1994年                  | 1910年南非联邦成立，合并英国的四个殖民地，成为南非最初的四个省。1913年南非开始实施种族隔离，黑人多数群体被限制在特定区域，约于1950年代末开始逐渐合并为“家园”，也称为“班图斯坦”。1994年4月27日，南非首次举行全部民族参与的大选，所有省和黑人家园均被解散，重新并入划为九个省。 |
| 奥兰治自由邦省 Oranje-Vrystaat                                                            | 布隆方丹                                                       | 1910年至1994年                  | 1910年南非联邦成立，合并英国的四个殖民地，成为南非最初的四个省。1913年南非开始实施种族隔离，黑人多数群体被限制在特定区域，约于1950年代末开始逐渐合并为“家园”，也称为“班图斯坦”。1994年4月27日，南非首次举行全部民族参与的大选，所有省和黑人家园均被解散，重新并入划为九个省。 |
| 德兰士瓦省 Transvaal                                                                      | 比勒陀利亚                                                     | 1910年至1994年                  | 1910年南非联邦成立，合并英国的四个殖民地，成为南非最初的四个省。1913年南非开始实施种族隔离，黑人多数群体被限制在特定区域，约于1950年代末开始逐渐合并为“家园”，也称为“班图斯坦”。1994年4月27日，南非首次举行全部民族参与的大选，所有省和黑人家园均被解散，重新并入划为九个省。 |
| 南非黑人家园（*获得南非承认独立）                                                         |                                                                |                                 | |
| 博普塔茨瓦纳* Bophuthatswana                                                              | 马菲肯（至1977年） 姆马巴托（1977年至1994年）                  | 1972/77年至1994年               | 茨瓦纳人的家园，1961年获得领土管理，1971年成立议会，1972年成立自治政府，1977年获得南非承认独立。 |
| 西斯凯* Ciskei                                                                            | 兹韦利查（至1981年） 比绍（1981至1994年）                      | 1972/81年至1994年               | 科萨人的家园，1961年获得领土管理，1971年成立议会，1972年成立自治政府，1981年获得南非承认独立。 |
| 加赞库卢 Gazankulu                                                                        | 吉亚尼                                                         | 1973年至1994年                  | 聪加人的家园，1962年获得领土管理，1971年成立议会，1973年成立自治政府。 |
| 卡恩格瓦尼 KaNgwane                                                                       | 绍曼斯达尔（至1980年代中期） 路易埃维尔                        | 1984年至1994年                  | 斯威士人的家园，1976年获得领土管理，1977年成立议会，1984年成立自治政府。 |
| 夸恩德贝勒 KwaNdebele                                                                     | 锡亚布斯瓦（至1986年） 夸姆赫兰加（1986年至1994年）            | 1981年至1994年                  | 恩德贝莱人的家园，1977年获得领土管理，1979年成立议会，1981年成立自治政府。 |
| 夸祖鲁 KwaZulu                                                                            | 农戈马（至1980年） 乌伦迪（1980年至1994年）                    | 1977年至1994年                  | 祖鲁人的家园，1970年获得领土管理，1972年成立议会，1977年成立自治政府。 |
| 莱博瓦 Lebowa                                                                             | 塞斯赫戈（至1974年） 莱博瓦科莫（1974年至1994年）              | 1972年至1994年                  | 北索托人的家园，1962年获得领土管理，1971年成立议会，1972年成立自治政府。 |
| 库瓦库瓦 QwaQwa                                                                           | 维特西斯胡克 → 普塔迪贾巴                                      | 1974年至1994年                  | 南索托人的家园，1969年获得领土管理，1971年成立议会，1974年成立自治政府。 |
| 特兰斯凯* Transkei                                                                        | 乌姆塔塔                                                       | 1964/76年至1994年               | 科萨人的家园，1956年获得领土管理，1963年成立议会，1964年成立自治政府，1976年获得南非承认独立。 |
| 文达* Venda                                                                               | 西巴萨（至1979年） 托霍延杜（1979年至1994年）                  | 1973/79年至1994年               | 文达人的家园，1962年获得领土管理，1971年成立议会，1973年成立自治政府，1979年获得南非承认独立。 |
| 西南非黑人家园（**获得成立自治政府）                                                      |                                                                |                                 | |
| 布希曼兰 Bushmanland                                                                      | 楚姆奎                                                         | 1976年至1989年                  | 桑人的家园。 |
| 达马拉兰 Damaraland                                                                       | 霍里克萨斯                                                     | 1980年至1989年                  | 达马拉人的家园，1977年成立议会。 |
| 东卡普里维** East Caprivi                                                                 | 卡蒂马穆利洛                                                   | 1972年至1989年                  | 洛兹人的家园，1972年成立议会，1976年成立自治政府。 |
| 赫雷罗兰 Hereroland                                                                       | 奥卡卡拉拉                                                     | 1968年至1989年                  | 赫雷罗人的家园。 |
| 卡奥科兰 Kaokoland                                                                        | 奥普沃                                                         | 1980年至1989年                  | 辛巴人的家园。 |
| 卡万戈兰** Kavangoland                                                                    | 龙杜                                                           | 1970年至1989年                  | 卡万戈人的家园，1970年成立议会，1973年成立自治政府。 |
| 纳马兰 Namaland                                                                           | 基特曼斯胡普                                                   | 1980年至1989年                  | 纳马人的家园，1976年成立议会。 |
| 奥万博兰** Ovamboland                                                                     | 翁丹瓜                                                         | 1968年至1989年                  | 奥万博人的家园，1968年成立议会，1973年成立自治政府。 |
| 里霍博斯 Rehoboth                                                                         | 里霍博斯                                                       | 1979年至1989年                  | 巴斯特人的家园，1977年成立议会。 |
| 茨瓦纳兰 Tswanaland                                                                       | 阿米努伊斯                                                     | 1980年至1989年                  | 茨瓦纳人的家园。 |

## 南非省会城市
南非从1994年开始分为九个省，以下列出南非各省的首府。
| 省              | 省会         | 最大城市   | 旧省               |
| --------------- | ------------ | ---------- | ------------------ |
| 东开普省        | 比绍         | 吉科巴哈   | 开普省             |
| 自由邦省        | 布隆方丹     | 布隆方丹   | 奥兰治自由邦省     |
| 豪登省          | 约翰内斯堡   | 约翰内斯堡 | 德兰士瓦省         |
| 夸祖鲁-纳塔尔省 | 彼得马里茨堡 | 德班       | 纳塔尔省           |
| 林波波省        | 波洛夸内     | 波洛夸内   | 德兰士瓦省         |
| 姆普马兰加省    | 姆邦贝拉     | 姆邦贝拉   | 德兰士瓦省         |
| 西北省          | 马菲肯       | 鲁斯登堡   | 开普省和德兰士瓦省 |
| 北开普省        | 金伯利       | 金伯利     | 开普省             |
| 西开普省        | 开普敦       | 开普敦     | 开普省             |